# Vipers Sports Club
Le Vipers Sports Club est un club ougandais de football basé à Wakiso, et fondé en 1969.

## Histoire

Logo du Bunamwaya Sports Club

Fondé en 1969, le Bunamwaya Sports Club est promu en première division ougandaise en 2005. En 2009, le Bunamwaya SC se classe à la quatrième place avant de remporter le titre l'année suivante, à une journée du terme de la saison.
En août 2012, le club prend le nom de Vipers Sports Club.

## Palmarès
- Championnat d'Ouganda (7)
  - Champion : 2010, 2015, 2018, 2020, 2022, 2023, 2025

- Coupe d'Ouganda (4)
  - Vainqueur : 2016, 2021, 2023, 2025
  - Finaliste : 2012, 2013, 2018, 2022

- Supercoupe d'Ouganda (1)
  - Vainqueur : 2015
  - Finaliste : 2016, 2018